# 战争房间
《戰爭之屋》（英語：War Room）是一部2015年Alex Kendrick执导的美国基督教剧情片。
关于片名，导演解释道我们生活中所面临的各种问题都类似于军事战争，需要寻求上帝给予解决策略。北美于2015年8月28日上映，收获的专业影评以负面为主，不过普通观众则给出了普遍好评，并取得了良好的票房。

## 剧情
湯尼與伊莉莎白，是一對美國中產階級典範夫婦，他們有著讓人羨慕的工作、漂亮的女兒和完美的房子。但這僅是表面，事實上，他們的婚姻已經淪為了戰場，而他們的女兒身受其害。
湯尼是一家制药公司的销售员，妻子伊莉莎白是房产经纪人，两人关系渐渐不和。一次伊莉莎白在工作上认识了正准备出售房屋的老太太，老太太是一名虔诚的基督徒，老太给她讲述了自己经常寻求上帝给予启示和帮助的生活方式，让伊莉莎白慢慢学会在家中禱告、讀圣经、以宽容的态度对待丈夫、女儿等身边之事。在妻子的影响下，丈夫也认识到了自身的错误，尽管他由于在工作中犯错而已被辞退了工作，仍然主动向公司领导承认了他做的错事，并取得了领导的原谅。后来他又找到了一份新的工作，一家人渐渐过上了以前从未有过的幸福生活。

## 角色
- Priscilla Shirer - Elizabeth Jordan，妻子
- T.C. Stallings - Tony Jordan，丈夫
- Alena Pitts - Danielle Jordan，女儿
- Karen Abercrombie - Miss Clara
- Alex Kendrick - Coleman Young[11]
- Michael Jr. - Michael
- Robert Amaya[12]
- Beth Moore - Mandy[13]

## 反响
烂番茄新鲜度36%，Metacritic上9家媒体综评26分；CinemaScore上观众评分"A+"。
北美首周末收获1140万美元位列第二位；次周末收935万登顶冠军。第三周末入账740万列第三位。
| 上一届： 《冲出康普顿》 | 2015年美國週末票房冠軍 第36周 | 下一届： 《完美家伙》 |